# Buffalo Soldier (canção)
"Buffalo Soldier" é uma canção de reggae gravada e escrita por Bob Marley e King Sporty em 1980. Só fora lançada oficialmente em 1983, no álbum póstumo Confrontation, quando se tornou uma das mais conhecidas canções de Marley. O título e as letras referem-se aos regimentos de cavalaria negros norte-americanos, conhecidos como "Buffalo Soldiers", que lutaram nas Guerras Indígenas nos Estados Unidos após 1866. Marley comparou sua luta para uma luta pela sobrevivência e a transformou em um símbolo da resistência negra.

## Posição nas paradas musicais
| Parada                         | Melhor posição |
| ------------------------------ | -------------- |
| Nova Zelândia (RIANZ)          | 3              |
| Reino Unido (UK Singles Chart) | 4              |
| Noruega (VG-lista)             | 10             |
| Áustria (Ö3 Austria Top 40)    | 14             |